# Harpalyce toaensis
Harpalyce toaensis là một loài thực vật có hoa trong họ Đậu. Loài này được Borhidi & O.Muniz miêu tả khoa học đầu tiên.